# George Bancroft (Politiker)

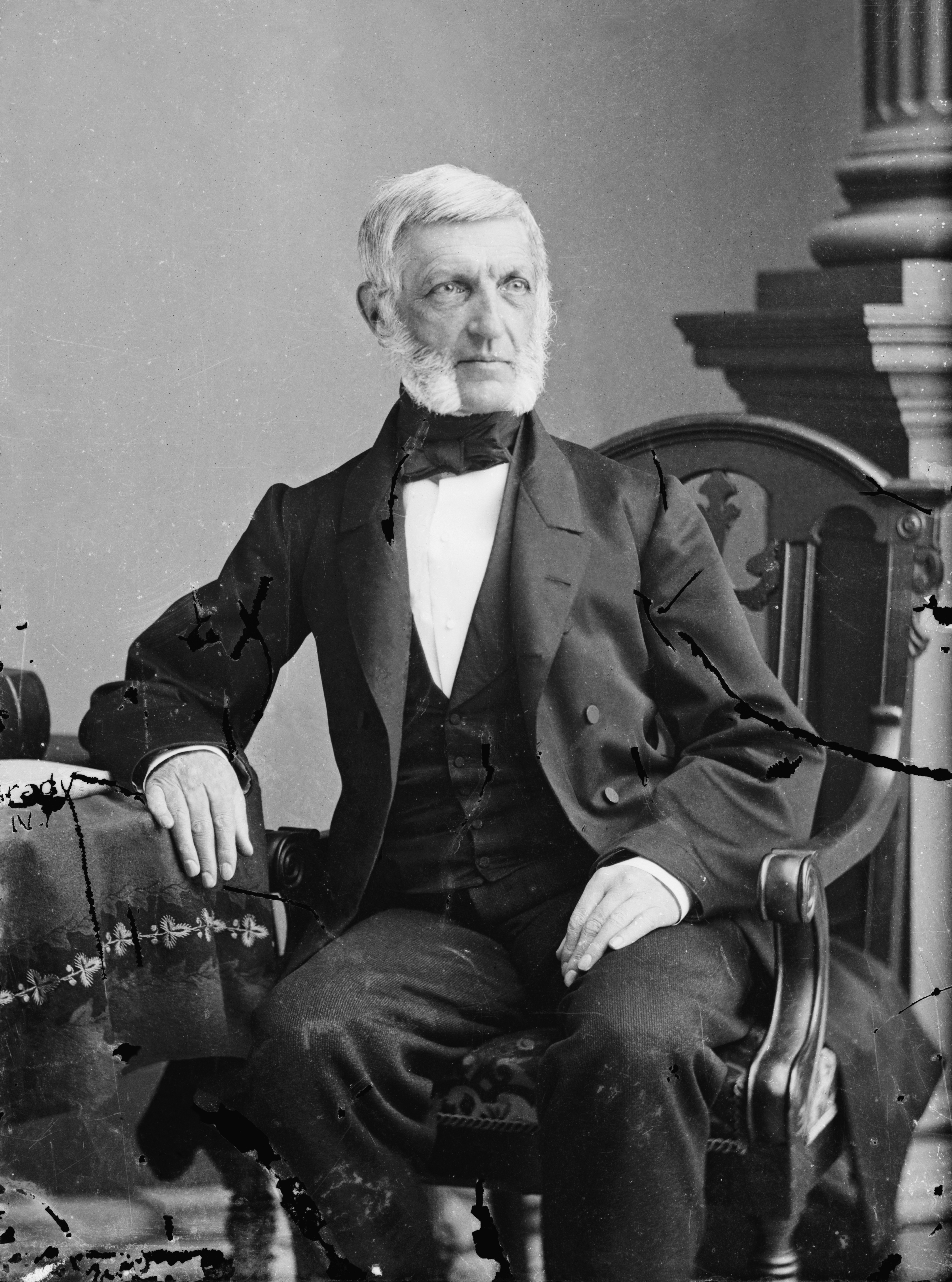
George Bancroft

George Bancroft (* 3. Oktober 1800 in Worcester, Massachusetts; † 17. Januar 1891 in Washington D.C.) war ein amerikanischer Historiker und Politiker. Als eines seiner bekanntesten Werke gilt die zwölfbändige History of the United States, from the Discovery of the American Continent.

## Jugend und erste Berufstätigkeit

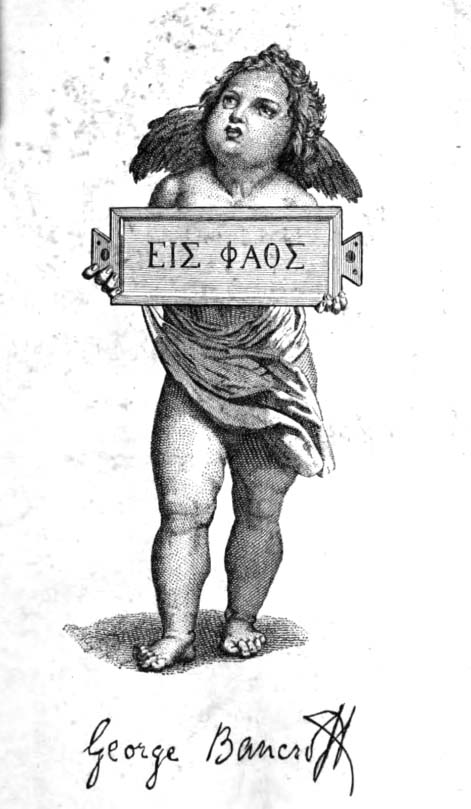
Exlibris aus Bancrofts Exemplar von Rahel. Ein Buch des Andenkens für ihre Freunde (1833). Der Engel trägt eine Tabula ansata mit dem griechischen Motto Dem Licht entgegen

George Bancroft wurde als Sohn Aaron Bancrofts geboren, eines führenden Unitariers. Er besuchte zunächst die Phillips Exeter Academy in New Hampshire, bevor er mit 13 Jahren seine Studien auf dem Harvard College in Cambridge begann. Er führte seine Studien ab 1818 in Göttingen, Heidelberg und in Berlin bei Arnold Heeren und Johann Friedrich Blumenbach weiter, bevor er 1820 an der Universität Göttingen promovierte. Anschließend bereiste er Deutschland, Frankreich, die Schweiz und Italien. Im Zuge dieser Reise lernte er unter anderen auch Johann Wolfgang von Goethe, Friedrich Schleiermacher, Rahel und Karl August Varnhagen von Ense, Georg Wilhelm Friedrich Hegel, George Gordon Byron, Barthold Georg Niebuhr, Friedrich Carl von Savigny und Alessandro Manzoni kennen.
Nach seiner Rückkehr in die Vereinigten Staaten 1822 versuchte er sich zunächst als Prediger; damit unzufrieden wurde er Lehrer der griechischen Sprache an der Universität Cambridge. Kurz darauf, im Jahr 1823, gründete er gemeinsam mit Cogswell die Round-Hill-Schule in Northampton, an der er bevorzugt deutsche Lehrer einstellte, darunter auch den radikalen Demokraten und Schriftsteller Karl Follen. Erste Veröffentlichungen in der North American Review und American Quarterly erschienen in dieser Zeit.
1827 heirateten Bancroft und seine erste Frau, Sarah Dwight; sie hatten zwei Söhne. Nach ihrem Tod 1837 heiratete er die Witwe Elizabeth Davis Bliss, die zwei Mädchen mit in die Ehe brachte. Die beiden bekamen gemeinsam eine weitere Tochter.

## Politischer Werdegang
Nach einer Beschäftigung als Collector (Oberzolldirektor) des Hafens von Boston und einer erfolglosen Kandidatur für das Amt des Gouverneurs von Massachusetts wurde der Demokrat Bancroft von US-Präsident James K. Polk im Jahr 1845 als Marineminister in dessen Kabinett berufen. Er begründete die Marineakademie in Annapolis und eine Sternwarte in Washington.
Von 1846 bis 1849 war er Gesandter der Vereinigten Staaten in London. Er kehrte 1850 in die Staaten zurück und lebte in New York City, die Sommermonate verbrachte er in Newport. Während dieser Zeit beschäftigte er sich mit der Vollendung seiner History of the United States, die zu einem Standardwerk der amerikanischen Geschichtsschreibung wurde. Eine Fortsetzung dieses Werkes bildet die History of the formation of the constitution of the United States von 1882. Bancroft wurde dadurch zum „bedeutendsten Interpreten amerikanischer Geschichte im 19. Jahrhundert“; es ist letztlich ihm zu verdanken, dass die Kontroverse über die rechte Interpretation der Amerikanischen Revolution beendet wurde und stattdessen die Loslösung vom Mutterland nun als „Ausdruck des unaufhaltsamen Triumphzuges der Demokratie in der Welt“ aufgefasst wurde.
Von 1867 bis 1874 lebte Bancroft als Gesandter der Vereinigten Staaten in Berlin; dort handelte er mit dem Norddeutschen Bund und anderen deutschen Staaten die sogenannten Bancroft-Verträge, englisch Bancroft Treaties, aus. Sie sahen vor, dass bei in den Vereinigten Staaten eingebürgerten Auswanderern das Herkunftsland davon absah, sie länger als eigene Staatsangehörige zu betrachten; umgekehrt sahen die USA davon ab, ihnen diplomatischen Schutz zu gewähren, wenn sie dauerhaft in ihr Herkunftsland zurückgekehrt waren. Bancrofts Verdienst war es, mit den Verträgen einen ersten Beitrag zur Vermeidung von Mehrstaatigkeit geleistet zu haben.
Die USA schlossen am 8. Mai 1871 den Treaty of Washington und vereinbarten darin, dass Kaiser Wilhelm I. den Schweinekonflikt entscheiden sollte. Wilhelm übergab die Entscheidung einer dreiköpfigen Kommission, die fast ein Jahr lang in Genf beriet und am 21. Oktober 1872 zugunsten der USA entschied. Bancroft vertrat bei den Beratungen die Interessen der USA.
Bancroft zog sich 1874 wieder ins Privatleben zurück.
1841 wurde er gewähltes Mitglied der American Philosophical Society. Seit 1845 war er korrespondierendes Mitglied der Preußischen Akademie der Wissenschaften. 1863 wurde er in die American Academy of Arts and Sciences und 1867 in die Russische Akademie der Wissenschaften in St. Petersburg gewählt. 1868 wurde er zum auswärtigen Mitglied der Göttinger Akademie der Wissenschaften sowie der Bayerischen Akademie der Wissenschaften gewählt. Die Königliche Akademie der Wissenschaften und Schönen Künste von Belgien nahm ihn 1877 als assoziiertes Mitglied auf.

## Rosen
George Bancroft hatte in seinem Sommerhaus in Newport, Rhode Island, eine bemerkenswerte Rosensammlung. In seinem Garten entdeckte George Field eine unbenannte Sorte, die 1886 von Field & Brothers als ‚American Beauty‘ einführte. Die Rose stellte sich später als die von Lédéchaux 1875 eingeführte Sorte ‚Mme Ferdinand Jamin‘ heraus.

## Gedenken
Neben verschiedenen Straßen, Schulen und Gebäuden wurden drei Schiffe nach Bancroft benannt (USS Bancroft). Das Studentenwohnheim der Naval Academy in Annapolis trägt ebenfalls seinen Namen.
1890 wurde eine Gedenktafel an seinem Göttinger Wohnhaus in der Weender Straße 77 angebracht.

## Schriften
- History of the colonisation of the United States.
- History of the Revolution of North America. 3 Bände. Boston 1855, Deutsch:; 5 Bände. Leipzig 1852–1864.
- History of the United States. 10 Bände. 1834–1874. Neuausgabe: 6 Bände. 1883. Deutsch: Leipzig 1847–1875.
- A. Lincoln, a memorial address. Washington 1866.
- Literary and historical miscellanies. 1855.
- History of the formation of the constitution of the United States. 2 Bände. 1882.